# Griselda Tessio
Griselda Rosa de las Mercedes Tessio (sinh năm 1946 tại Esperanza, Santa Fe) là Phó Thống đốc tỉnh Santa Fe của Argentina kể từ ngày 11 tháng 12 năm 2007. Trước đây là một công tố viên liên bang có trụ sở tại thành phố Santa Fe. Tiến bộ, Civic và Mặt trận xã hội vào ngày 2 tháng 9 năm 2007 bầu cử.
Tessio là con gái của Aldo Tessio, thống đốc cuối cùng của Santa Fe, người thuộc Liên minh Công dân Radical. Bà là một luật sư, giáo sư đại học. 
 Bà đã kết hôn hai lần, và đã bốn đứa con.
Tessio đã được liên kết với Liên minh Công dân Radical cho đến năm 1984, khi Tổng thống Raúl Alfonsín bổ nhiệm bà là một công tố viên liên bang. Bà chỉ đạo đơn vị mà Tổng Chưởng lý Quốc gia được chỉ định điều tra các vụ lạm dụng nhân quyền của chế độ độc tài quân sự cuối cùng (1976–1983, được gọi là Quá trình Tái tổ chức Quốc gia). Trong 2005-2006, như luật pháp (Ley de Obediencia Debida, Ley de Punto Final) bảo vệ lực lượng an ninh từ phiên tòa vì tội ác trong chế độ độc tài đã bị bãi bỏ, bà tiếp tục công việc này. Các cuộc điều tra của bà đã giúp tìm thấy xác chết của mười lăm người "biến mất" trong nghĩa trang Santa Fe, và làm sáng tỏ những tội ác được thực hiện dưới sự chỉ huy của Cảnh sát trưởng tỉnh Agustín Feced ở Rosario. Bà nhận được nhiều mối đe dọa về tài khoản của các cuộc điều tra này.
Bà không có đảng phái đảng nào tại thời điểm bầu cử năm 2007, và từ chức từ tháng Tư năm 2007, trước khi bắt đầu chiến dịch.
Tessio hồi tưởng về cha bà khi bà chấp nhận đề cử, nói về cam kết đạo đức của mình: "Tôi muốn mang lại trí nhớ của ông ấy bởi vì ông ấy là người đã dạy tôi là những gì tôi và tin vào những chân lý tốt cũ đã bị mất cho chúng ta qua hậu hiện đại, toàn cầu hóa, bất công hoặc sự phù phiếm của chính trị. "